# Puchar Polski (województwo mazowieckie) w piłce nożnej mężczyzn (2023/2024)
W sezonie 2023/2024 Puchar Polski na szczeblu regionalnym w województwie mazowieckim składał się z 4 rund, w których brali udział przedstawiciele III ligi z województwa mazowieckiego oraz 5 zwycięzców rozgrywek okręgowych: KS CK Troszyn (OPP Ciechanów-Ostrołęka), Wisła II Płock (OPP Płock), Powiślanka Lipsko (OPP Radom), Mazovia Mińsk Mazowiecki (OPP Siedlce) oraz KTS Weszło (OPP Warszawa). Rozgrywki miały na celu wyłonienie zdobywcy Regionalnego Pucharu Polski w województwie mazowieckim i uczestnictwo na szczeblu centralnym Pucharu Polski w sezonie 2024/2025.

## Uczestnicy
| III liga | IV liga |
| --- | --- |
| - Broń Radom - Legia II Warszawa - Legionovia Legionowo - Mławianka Mława - Pilica Białobrzegi - Pogoń Grodzisk Mazowiecki - Świt Nowy Dwór Mazowiecki - Victoria Sulejówek | - KS CK Troszyn – OPP Ciechanów-Ostrołęka - Wisła II Płock – OPP Płock - Powiślanka Lipsko – OPP Radom - Mazovia Mińsk Mazowiecki – OPP Siedlce - KTS Weszło – OPP Warszawa |

## 1/8 finału
Pary 1/8 finału, podobnie jak następnych rund, rozlosowano 22 lutego 2024 roku, natomiast mecze rozegrano 3 kwietnia tegoż roku. Broń Radom, Mazovia Mińsk Mazowiecki, Mławianka Mława otrzymały wolny los i automatycznie awansowały do 1/4 finału.
| 3 kwietnia 2024 | Legionovia Legionowo                        | 2:1   | Pilica Białobrzegi  |  |
| 15:00           | 44' Grzegorz Wojdyga · 76' Piotr Sonnenberg | (1:0) | 47' Nicolas Dohojda |  |

| 3 kwietnia 2024 | Wisła II Płock | 3:0 (wo.) | KS CK Troszyn |  |
| 15:00           |                |           |               |  |

| 3 kwietnia 2024 | Świt Nowy Dwór Mazowiecki                                          | 3:3 (pd.)               | Pogoń Grodzisk Mazowiecki                                         |  |
| 16:00           | 59' Jan Nawotczyński · 80' Kacper Bojańczyk · 120' Hubert Michalik | (0:2, 2:2, 3:3, k. 4:5) | 20' (k.) Qëndrim Zyba · 23' Filip Rejczyk · 117' Julien Tadrowski |  |

| 3 kwietnia 2024 | KTS Weszło       | 1:4   | Pogoń Grodzisk Mazowiecki                                                     |  |
| 18:00           | 22' Igor Lewczuk | (1:2) | 34' Kacper Łoś · 45' Michał Gładysz · 74' Kacper Pietrzyk · 81' Dominik Gedek |  |

| 3 kwietnia 2024 | Powiślanka Lipsko | 0:4   | Victoria Sulejówek                                              |  |
| 16:30           |                   | (0:2) | 14', 35', 76' Julian Świątek · 83' Stanisław Ławcewicz-Musialik |  |

## 1/4 finału
Pary ćwierćfinałowe rozlosowano 22 lutego 2024 roku, natomiast mecze rozegrano 23 i 24 kwietnia tegoż roku.
| 23 kwietnia 2024 | Wisła II Płock                                             | 3:1   | Victoria Sulejówek |  |
| 15:00            | 4' Bartosz Zynek · 73' Dawid Zięba · 76' Szymon Leśniewski | (1:0) | 66' Julian Świątek |  |

| 24 kwietnia 2024 | Mławianka Mława | 0:3 (wo.) | Pogoń Grodzisk Mazowiecki |  |
| 17:00            |                 |           |                           |  |

| 24 kwietnia 2024 | Legionovia Legionowo                                     | 3:1   | Legia II Warszawa      |  |
| 19:00            | 53' Franciszek Fabiszewski · 89' (k.), 90' Marcel Górski | (0:1) | 8' Mateusz Szczepaniak |  |

| 24 kwietnia 2024 | Mazovia Mińsk Mazowiecki | 1:0   | Broń Radom |  |
| 17:00            | 38' Michał Bondara       | (1:0) |            |  |

## 1/2 finału
Pary półfinałowe rozlosowano 22 lutego 2024 roku, natomiast mecze rozegrano 29 maja tegoż roku.
| 29 maja 2024 | Pogoń Grodzisk Mazowiecki                           | 3:1   | Legionovia Legionowo    |  |
| 17:00        | 3', 38' Kamil Odolak · 90' (k.) Dawid Dzięgielewski | (2:1) | 23' (k.) Konrad Zaklika |  |

| 29 maja 2024 | Mazovia Mińsk Mazowiecki | 1:2   | Wisła II Płock                                    |  |
| 17:45        | 64' Miłosz Przybecki     | (0:0) | 61' Bartosz Borowski · 88' (k.) Aleksander Pawlak |  |

## Finał
Finał pierwotnie został rozegrany 12 czerwca 2024 roku na stadionie Hutnika Warszawa. W nim Pogoń Grodzisk Mazowiecki pokonał Wisłę II Płock, dzięki czemu wygrał Regionalny Puchar Polski w wojewódzkie mazowieckim i awansował na szczebel centralny Pucharu Polski na sezon 2024/25.
| 12 czerwca 2024 | Wisła II Płock      | 1:2 (pd.)  | Pogoń Grodzisk Mazowiecki                   |                          |
| 19:00           | 90' Artur Szymański | (0:1, 1:1) | 44' Kamil Odolak · 120' Dawid Dzięgielewski | Stadion Hutnika Warszawa |